# Spolni organi
Spolnim organima nazivamo one dijelove anatomije čovjeka (i anatomije drugih živih bića) koji su uključeni/koji se koriste pri razmnožavanju i time sačinjavaju reproduktivni sustav kompleksnih organizama:
- kod muškaraca: testisi, penis, prepucij, mošnje, prostata
- kod žena: jajnici, klitoris, vagina, velike i male usne, Bartholinijeve žlijezde, maternica

Termin genitalije rabi se vanjski (vidljivi) dio spolnih organa: za penis i mošnje kod muškaraca, odnosno za velike i male usne te klitoris u žena.